# 雅叙園観光
雅叙園観光株式会社（がじょえんかんこうかぶしきがいしゃ）は、かつて日本に存在した企業である。東証1部上場企業で、雅叙園観光ホテルの経営母体だった。1948年（昭和23年）創業、1997年（平成9年）1月に倒産した。しばしば、所有家の内紛や経営問題でトラブルになった会社だった。企業自体よりも、イトマン事件の発端である雅叙園観光事件の方でよく知られている。

## 沿革

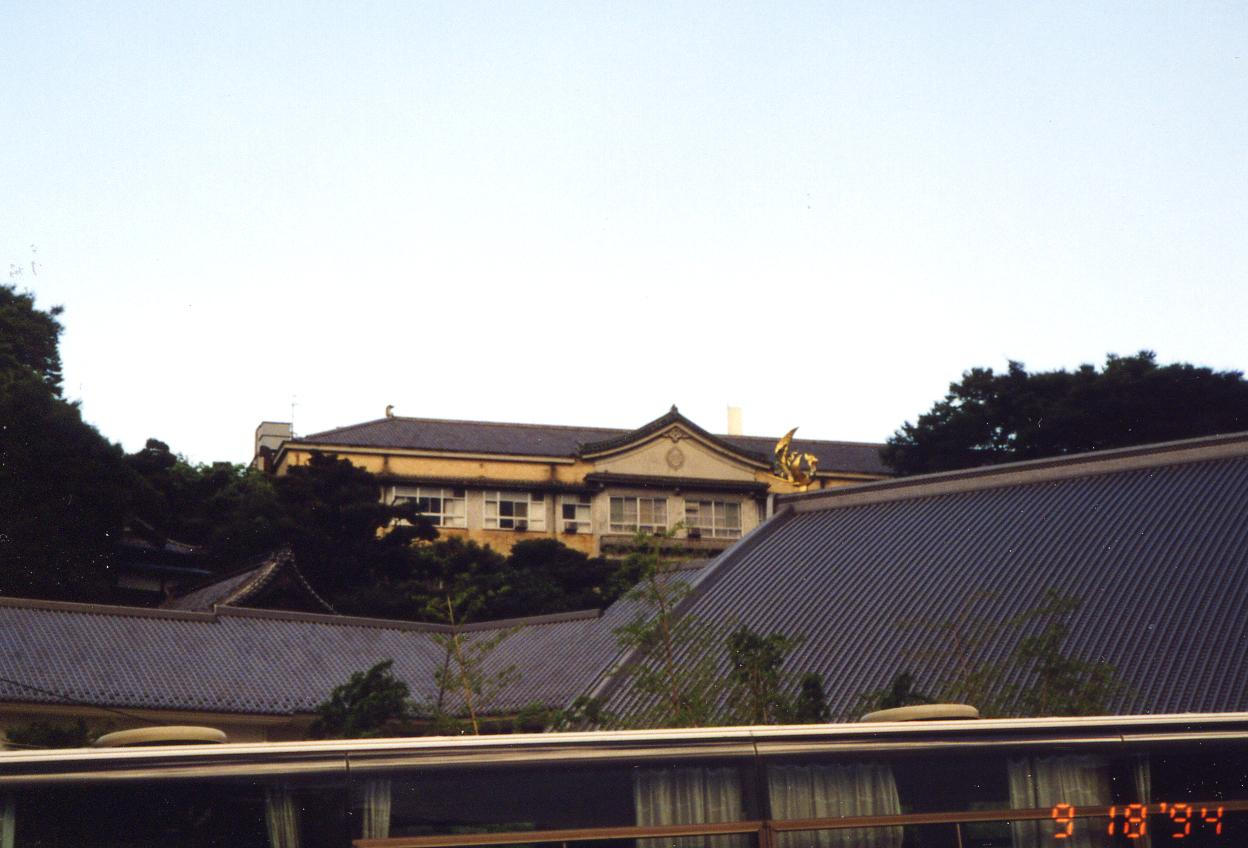
後方が雅叙園観光ホテル。手前は目黒雅叙園。1994年 (平成6年) 9月。

雅叙園観光株式会社の沿革については資料が少ない上に説明がばらついているため不明瞭にしかわからない。
解体されてもう存在しないが、雅叙園観光ホテルは目黒雅叙園 (結婚式場・ホテル) と隣接して立地していたホテルで、戦前はどちらも石川県の料亭経営者だった細川力蔵が所有していた。
森功の著書を信用するなら、雅叙園観光ホテルの前身は力蔵が1938年 (昭和13年) に開いた高級中華料理店「中華殿」である。
敗戦後のどさくさにまぎれて、中華殿には在日朝鮮人や中国人が入り込み店を占拠するようになり細川家は迷惑を被っていたが、松尾國三が追い出したことで同家の信頼を得て、店をまかされるようになった。
戦後まもなく、細川家で相続争いが起こり、その際にこの「中華殿」を1948年 (昭和23年) に改装しホテルにして営業を始めたのが、雅叙園観光ホテルである。ホテルの創業者は松尾國三。なお、森功の『バブルの王様　森下安道　日本を操った地下金脈』では「中華殿」がホテルの起源だと書かれているが、大塚将司の『回想イトマン事件　闇に挑んだ工作　30年目の真実』では、目黒雅叙園の新館 (洋館) だった建物を改装して新たに経営し始めたのが雅叙園ホテルだと説明されている。なおこの相続争いにはライオン野口（野口進）も関与していたといわれ、実際野口ボクシングジムは当初目黒雅叙園から土地の寄贈を受けて設立された。
松尾が細川家から独立したことで、目黒雅叙園と雅叙園観光ホテルは経営が別々になった。
開業後しばらく、雅叙園観光ホテルは進駐軍の社交場として使われるようになり、当時は帝国ホテルと並び称されるほど評判が高かった。当時の日本人とは違い、進駐軍は羽振りがよかった上に、ドルでの支払いだったので財政は非常によかったという。

雅叙園観光ホテルは目黒雅叙園に隣接しており、紛らわしいためしばしば混同された。そのため、それを利用した詐欺まがいの事件が頻発した。
しかも、経営が分離されたときの資産の分配が普通ではなかったため話はややこしくなる。雅叙園観光が持っていたのは借地権のみで、雅叙園観光ホテルの底地の所有権を持っていたのは隣接する目黒雅叙園を経営する合資会社「雅叙園」だった。
また、雅叙園観光ホテルの建っていた土地の所有権も複雑であった。細川力蔵が亡くなった際に相続税を物納したため、3分の2が国有地、残りの3分の1が目黒雅叙園というものだった。1980年代には合資会社「雅叙園」が雅叙園観光ホテルの建物の明け渡しを求めて裁判で争っていたので、雅叙園観光ホテルが所有する不動産の資産は最大でもホテルの建物だけ、しかも所有権は法的にはよくわからないという異常な経営状態だった。
年月が下るとともに、雅叙園観光の経営は悪化していく。戦後まもなくの時期とは異なり、1990年 (平成2年) 前後の雅叙園観光はもはや企業の体をなしておらず、いつ倒産しても不思議ではない経営状態だったという。
1980年代末には、仕手集団コスモポリタンの株買い占め事件から始まる雅叙園観光事件に巻き込まれたあげく、1997年 (平成9年) 1月に倒産、ホテルの建物は解体された。

## 借地権問題
一方の目黒雅叙園も経営が悪化し、運営会社の雅秀エンタープライズが2002年8月に東京地方裁判所に民事再生手続きの適用を申請して事実上倒産した。その後、最大債権者だったローンスター社が買収し、結婚式場の運営権はワタベウェディングに譲渡、土地と建物はローンスターが所有した。
同社は2011年 (平成23年) に売却を試みたが失敗、2013年末には同社が入札を実施して、シンガポール政府投資公社が交渉優先権を獲得したが、土地の一部の権利を持つ細川ホールディングスから借地権の問題で裁判をおこされ、買収を撤回、代わって2014年 (平成26年) 8月に森トラストが目黒雅叙園を買収した。が、その半年後には森トラストは米投資ファンドのラサールに転売した。
転売が繰り返される背景には、ローンスター社が所有地の買い叩きを続けたことに細川家が反発したことにあると報道されている。ローンスターの資金面の面倒をみたのがみずほ銀行で、不良債権化した目黒雅叙園の債権飛ばしとして転売が繰り返されたのだという。

### 注
1. ↑  1931年 (昭和6年) 開業と書くものもある[4]。